# Strada statale 344 di Porto Ceresio
La strada statale 344 di Porto Ceresio (SS 344) è una strada statale italiana, che funge da collegamento tra Varese e la Svizzera.

## Percorso
Ha inizio a nord di Varese dall'innesto sulla strada statale 233 Varesina e tocca i comuni di Induno Olona (evitandone il centro tramite un percorso in variante, in galleria e vietato ai ciclisti), Arcisate, Bisuschio, Besano e giunge a Porto Ceresio, paese che si affaccia sulla sponda sud-ovest del Lago di Lugano. Termina poi al confine di Stato di Porto Ceresio, dove entra in Svizzera.
Il limite di velocità è quasi sempre fissato a 50 km/h, a eccezione della variante di Induno Olona (limite 70 km/h) e un brevissimo tratto fra Bisuschio e Besano (limite a 90 km/h).
I primi 2,918 km sono stati declassati e consegnati ai comuni di Varese e Induno Olona.

## Strada statale 344 var Variante di Arcisate e Bisuschio
La strada statale 344 var Variante di Arcisate e Bisuschio (SS 344 var) è una strada statale italiana. Costituisce una variante alla SS 344 che evita l'attraversamento dei centri abitati di Arcisate e Bisuschio.

### Percorso
La strada statale 344 var ha inizio dalla SS 344 presso Induno Olona, e dopo aver lambito i centri abitati di Arcisate, Brenno Useria e Bisuschio si reimmette sulla stessa SS 344 poco prima di Besano.
La strada è interamente gestita dal compartimento di Milano dell'ANAS.